# Stanley Tong
Stanley Tong Kwai Lai (en xinès: 唐季禮; cantonès: Tong Gwai Lai; Pinyin: Tán Jì Lǐ) (Hong Kong, 7 d'abril de 1960) és un director, productor i coreògraf d'arts marcials de Hong Kong.

## Biografia
Educat al Canadà, Tong va tornar a Hong Kong per treballar com a especialista cinematogràfic. A principis de la dècada dels 80 ja havia intervingut com a assistent de direcció i coreografia en diverses pel·lícules abans de destacar com a director d'acció en Guerrers invencibles de David Chung el 1987. El seu treball va atreure l'atenció de la productora Teresa Woo, que ho va contractar al costat de Tang Tak Wing per dirigir les dues últimes pel·lícules de la sèrie cinematogràfica Grup especial antidroga (1988-89) amb Moon Lee i Alex Fong. L'èxit internacional d'aquestes pel·lícules va animar a Tong a fundar la seva pròpia productora cinematogràfica, Golden Gate Film Production Ltd., amb la qual va debutar com a productor i realitzador en cap el 1991 amb Stone Age Warriors. La pel·lícula va tenir un bon acolliment i va servir a Tong com a carta de presentació davant de Jackie Chan, que buscava un nou director per a la seva pel·lícula d'acció Supercop (1992). L'èxit de taquilla del film va provocar que Tong dirigís més papers per a Chan (per dos d'ells, Duel al Bronx i Impacte imminent, tots dos van aconseguir el premi Hong Kong Film a la millor coreografia d'acció) i a més marxés a Hollywood a dirigir la pel·lícula Mr. Magoo amb Leslie Nielsen i diversos episodis de la sèrie Martial Law amb Sammo Hung.